# Suore di Maria
Le Suore di Maria (in inglese Sisters of Mary; sigla S.M.) sono un istituto religioso femminile di diritto pontificio.

## Storia
La congregazione fu fondata il 15 agosto 1964 a Pusan, in Corea del Sud, dal sacerdote statunitense Aloysius Schwartz.
Ricevette il riconoscimento di istituzione di diritto pontificio il 2 marzo 2000.

## Attività e diffusione
Le suore si dedico all'educazione della gioventù, all'assistenza a emarginati, malati e moribondi.
Sono presenti in Brasile, Corea, Filippine, Guatemala, Honduras, Messico e Tanzania; la sede generalizia è a Cavite.
Alla fine del 2015 l'istituto contava 288 religiose in 13 case.